# Prima Divisione Lombardia 1942-1943
La Prima Divisione fu il massimo campionato regionale di calcio disputato in Italia nella stagione 1942-1943.
La Prima Divisione fu organizzata e gestita dai Direttori Regionali di Zona.
Per motivi contingenti il D.D.S. non fece disputare le finali per la promozione in Serie C.
Fu il quarto livello della XL edizione del campionato italiano di calcio.
Il campionato giocato nelle regioni Lombardia ed Emilia-Romagna (per la sola provincia di Piacenza), fu organizzato e gestito dal Direttorio II Zona (Lombardia).

## Girone A

### Squadre partecipanti
| Squadra                                     | Città (provincia)    | Stagione precedente |
| ------------------------------------------- | -------------------- | ------------------- |
| U.S. Aurora                                 | Desio (MI)           |                     |
| U.S. Biassono                               | Biassono (MI)        |                     |
| A.C. Cantù (B = riserve)                    | Cantù (CO)           |                     |
| A.C. Como (B = riserve)                     | Como                 |                     |
| S.C. Finese                                 | Fino Mornasco (CO)   |                     |
| A.S. Impero                                 | Mariano Comense (CO) |                     |
| A.C. Lissone (B = riserve)                  | Lissone (MI)         |                     |
| Dop. Comunale Meda Sez.Calcio (B = riserve) | Meda (MI)            |                     |
| A.C. "Umberto Caligaris"                    | Muggiò (MI)          |                     |
| A.S. Vis Nova (B=riserve)                   | Giussano (MI)        |                     |

### Classifica finale
|  | Pos. | Squadra             | Pt       | G  | V | N | P | GF | GS | DR |
|  | ---- | ------------------- | -------- | -- | - | - | - | -- | -- | -- |
|  | 1.   | Como B              | 30       | 17 |   |   |   |    |    |    |
|  | 2.   | Finese              | 28       | 17 |   |   |   |    |    |    |
|  | 3.   | Biassono            | 25       | 17 |   |   |   |    |    |    |
|  | 4.   | Aurora              | 22       | 17 |   |   |   |    |    |    |
|  | 5.   | "Umberto Caligaris" | 19       | 16 |   |   |   |    |    |    |
|  | 6.   | Vis Nova Giussano B | 10       | 17 |   |   |   |    |    |    |
|  | 6.   | Meda B              | 10       | 17 |   |   |   |    |    |    |
|  | 8.   | Lissone B (-1)      | 9        | 16 |   |   |   |    |    |    |
|  | 9.   | Impero (-1)         | 6        | 17 |   |   |   |    |    |    |
|  | --   | Cantù B             | Ritirato |    |   |   |   |    |    |    |

Legenda:

      Ammesso alle finali regionali.
Regolamento:

Due punti a vittoria, uno a pareggio, zero a sconfitta.
Pari merito in caso di pari punti.
Note:

Manca il risultato di Lissone-Caligaris, partita disputata l'11 aprile 1943.

## Girone B

### Squadre partecipanti
| Squadra                        | Città (provincia)     | Stagione precedente |
| ------------------------------ | --------------------- | ------------------- |
| A.C. Cardanese                 | Cardano al Campo (VA) |                     |
| A.C. Castellanza               | Castellanza (VA)      |                     |
| S.G. Gallaratese (B = riserve) | Gallarate (VA)        |                     |
| Sez. Calcio G.I.L.             | Nerviano (MI)         |                     |
| A.C. Induno Sportiva           | Induno Olona (VA)     |                     |
| A.C. Legnano (B = riserve)     | Legnano (MI)          |                     |
| Rhodense Calcistica            | Rho (MI)              |                     |
| S.C. Saronno (B=riserve)       | Saronno (VA)          |                     |
| Varese Sportiva (B = riserve)  | Varese                |                     |

### Classifica finale
|  | Pos. | Squadra       | Pt | G  | V | N | P | GF | GS | DR |
|  | ---- | ------------- | -- | -- | - | - | - | -- | -- | -- |
|  | 1.   | Gallaratese B | 27 | 16 |   |   |   |    |    |    |
|  | 2.   | Castellanza   | 25 | 16 |   |   |   |    |    |    |
|  | 3.   | Legnano B     | 19 | 15 |   |   |   |    |    |    |
|  | 3.   | Varese B      | 19 | 15 |   |   |   |    |    |    |
|  | 5.   | Cardanese     | 14 | 15 |   |   |   |    |    |    |
|  | 6.   | GIL Nerviano  | 11 | 15 |   |   |   |    |    |    |
|  | 7.   | Rhodense      | 9  | 15 |   |   |   |    |    |    |
|  | 8.   | Saronno B     | 8  | 16 |   |   |   |    |    |    |
|  | 9.   | Induno        | 4  | 15 |   |   |   |    |    |    |

Legenda:

      Ammesso alle finali regionali.
Regolamento:

Due punti a vittoria, uno a pareggio, zero a sconfitta.
Pari merito in caso di pari punti.
Note:

Mancano i risultati di 3 partite.
2 punti mancanti dal computo totale, non segnalati.

## Girone C

### Squadre partecipanti
| Squadra                     | Città (provincia)       | Stagione precedente |
| --------------------------- | ----------------------- | ------------------- |
| U.S. Ardens                 | Bergamo                 |                     |
| Dop. Caproni (B = riserve)  | Milano-Taliedo          |                     |
| A.C. Crema (B = riserve)    | Crema (CR)              |                     |
| Dop.Az. Falck (B = riserve) | Sesto San Giovanni (MI) |                     |
| Comando G.I.L. Sez. Calcio  | Treviglio (BG)          |                     |
| Sez. Sportiva G.I.L. Ciano  | Brescia                 |                     |
| Dop. Innocenti              | Milano                  |                     |
| S.S. Pro Ponte              | Ponte San Pietro (BG)   |                     |

### Classifica finale
|  | Pos. | Squadra           | Pt       | G  | V | N | P | GF | GS | DR |
|  | ---- | ----------------- | -------- | -- | - | - | - | -- | -- | -- |
|  | 1.   | Innocenti         | 21       | 13 |   |   |   |    |    |    |
|  | 2.   | GIL Treviglio     | 14       | 12 |   |   |   |    |    |    |
|  | 2.   | Ardens            | 14       | 12 |   |   |   |    |    |    |
|  | 4.   | Pro Ponte         | 13       | 12 |   |   |   |    |    |    |
|  | 5.   | Crema B (-1)      | 12       | 12 |   |   |   |    |    |    |
|  | 6.   | GIL Ciano Brescia | 4        | 12 |   |   |   |    |    |    |
|  | --   | Caproni B         | Ritirato |    |   |   |   |    |    |    |
|  | --   | Falck B           | Ritirato |    |   |   |   |    |    |    |

Legenda:

      Ammesso alle finali regionali.
Regolamento:

Due punti a vittoria, uno a pareggio, zero a sconfitta.
Pari merito in caso di pari punti.
Note:

Mancano i risultati di 3 partite.

## Girone D

### Squadre partecipanti
| Squadra                         | Città (provincia)        | Stagione precedente |
| ------------------------------- | ------------------------ | ------------------- |
| A.C. Codogno (B = riserve)      | Codogno (MI)             |                     |
| U.S. Fiorenzuola                | Fiorenzuola d'Arda (PC)  |                     |
| Dop. Magneti Marelli            | Sesto San Giovanni (MI)  |                     |
| Olubra Sportiva                 | Castel San Giovanni (PC) |                     |
| Piacenza Sportiva (B = riserve) | Piacenza                 |                     |
| Dop. Redaelli (B = riserve)     | Milano-Rogoredo          |                     |
| Dop.Az. VISA (B = riserve)      | Voghera (PV)             |                     |

### Classifica finale
|  | Pos. | Squadra         | Pt       | G | V | N | P | GF | GS | DR |
|  | ---- | --------------- | -------- | - | - | - | - | -- | -- | -- |
|  | 1.   | VISA Voghera B  | 12       | 6 | 6 | 0 | 0 |    |    |    |
|  | 2.   | Magneti Marelli | 7        | 6 |   |   |   |    |    |    |
|  | 3.   | Fiorenzuola     | 3        | 6 |   |   |   |    |    |    |
|  | --   | Piacenza B      | Ritirato |   |   |   |   |    |    |    |
|  | --   | Olubra          | Ritirato |   |   |   |   |    |    |    |
|  | --   | Redaelli B      | Ritirato |   |   |   |   |    |    |    |
|  | --   | Codogno B       | Ritirato |   |   |   |   |    |    |    |

Legenda:

      Ammesso alle finali regionali.
Regolamento:

Due punti a vittoria, uno a pareggio, zero a sconfitta.
Pari merito in caso di pari punti.

## Girone E

### Squadre partecipanti
| Squadra                  | Città (provincia)       | Stagione precedente |
| ------------------------ | ----------------------- | ------------------- |
| Dop. Breda (B = riserve) | Sesto San Giovanni (MI) |                     |
| Dop. C.S.S.              | Monza (MI)              |                     |
| A.C. Lecco (B = riserve) | Lecco (CO)              |                     |
| A.C. Milan (C = allievi) | Milano                  |                     |
| A.C. Monza (B = riserve) | Monza (MI)              |                     |
| Dop.Az. Singer           | Monza (MI)              |                     |
| Sondrio Sportiva         | Sondrio                 |                     |
| U.S. Tiranese            | Tirano (SO)             |                     |

### Classifica finale
|  | Pos. | Squadra  | Pt       | G | V | N | P | GF | GS | DR |
|  | ---- | -------- | -------- | - | - | - | - | -- | -- | -- |
|  | 1.   | Breda B  | 11       | 8 |   |   |   |    |    |    |
|  | 2.   | Sondrio  | 10       | 8 |   |   |   |    |    |    |
|  | 3.   | C.S.S.   | 8        | 8 |   |   |   |    |    |    |
|  | 4.   | Tiranese | 5        | 8 |   |   |   |    |    |    |
|  | --   | Lecco B  | Ritirato |   |   |   |   |    |    |    |
|  | --   | Milan C  | Ritirato |   |   |   |   |    |    |    |
|  | --   | Monza B  | Ritirato |   |   |   |   |    |    |    |
|  | --   | Singer   | Ritirato |   |   |   |   |    |    |    |

Legenda:

      Ammesso alle finali regionali.
Regolamento:

Due punti a vittoria, uno a pareggio, zero a sconfitta.
Pari merito in caso di pari punti.

## Girone F

### Squadre partecipanti
| Squadra                                 | Città (provincia)   | Stagione precedente |
| --------------------------------------- | ------------------- | ------------------- |
| Abbiategrasso A.C. (B = riserve)        | Abbiategrasso (MI)  |                     |
| A.S. Ambrosiana-Inter (C = allievi)     | Milano              |                     |
| A.C. Commercianti                       | Milano              |                     |
| U.S. Medese                             | Mede Lomellina (PV) |                     |
| A.C. Pavese "Luigi Belli" (B = riserve) | Pavia               |                     |
| Dop.Az. S.A.F.A.R.                      | Milano              |                     |
| Gr.Az. URSUS                            | Vigevano (PV)       |                     |
| A.C. Vigevano (B = riserve)             | Vigevano (PV)       |                     |

### Classifica finale
|  | Pos. | Squadra              | Pt | G  | V | N | P | GF | GS | DR |
|  | ---- | -------------------- | -- | -- | - | - | - | -- | -- | -- |
|  | 1.   | Medese               | 20 | 14 |   |   |   |    |    |    |
|  | 2.   | S.A.F.A.R.           | 19 | 14 |   |   |   |    |    |    |
|  | 3.   | Vigevano B           | 13 | 13 |   |   |   |    |    |    |
|  | 3.   | Abbiategrasso B      | 13 | 13 |   |   |   |    |    |    |
|  | 5.   | Ambrosiana-Inter C   | 12 | 11 |   |   |   |    |    |    |
|  | 6.   | Commercianti         | 11 | 14 |   |   |   |    |    |    |
|  | 6.   | Pavese Luigi Belli B | 11 | 12 |   |   |   |    |    |    |
|  | 8.   | URSUS                | 6  | 14 |   |   |   |    |    |    |

Legenda:

      Ammesso alle finali regionali.
Regolamento:

Due punti a vittoria, uno a pareggio, zero a sconfitta.
Pari merito in caso di pari punti.
Note:

Mancano i risultati di 3 partite.

## Girone G

### Squadre partecipanti
| Squadra                       | Città (provincia)    | Stagione precedente |
| ----------------------------- | -------------------- | ------------------- |
| G.S. Corridoni                | Milano               |                     |
| G.S. Erminio Giana            | Gorgonzola (MI)      |                     |
| G.S. G.I.L.                   | Gessate (MI)         |                     |
| U.S. Gerli (B = riserve)      | Cusano Milanino (MI) |                     |
| G.I.L. Inzago Sportiva        | Inzago (MI)          |                     |
| A.C. Milanese 1920            | Milano               |                     |
| Dop.Az. Pirelli (B = riserve) | Milano-Bicocca (MI)  |                     |
| A.S.C. Seregno (B = riserve)  | Seregno (MI)         |                     |

### Classifica finale
|  | Pos. | Squadra        | Pt       | G | V | N | P | GF | GS | DR |
|  | ---- | -------------- | -------- | - | - | - | - | -- | -- | -- |
|  | 1.   | Milanese 1920  | 16       | 9 |   |   |   |    |    |    |
|  | 2.   | Erminio Giana  | 12       | 9 |   |   |   |    |    |    |
|  | 3.   | Gerli B        | 6        | 9 |   |   |   |    |    |    |
|  | 4.   | G.I.L. Gessate | 5        | 9 |   |   |   |    |    |    |
|  | 5.   | G.I.L. Inzago  | 3        | 9 |   |   |   |    |    |    |
|  | --   | Corridoni      | Ritirato |   |   |   |   |    |    |    |
|  | --   | Pirelli B      | Ritirato |   |   |   |   |    |    |    |
|  | --   | Seregno B      | Ritirato |   |   |   |   |    |    |    |

Legenda:

      Ammesso alle finali regionali.
Regolamento:

Due punti a vittoria, uno a pareggio, zero a sconfitta.
Pari merito in caso di pari punti.

## Finali regionali

### Girone A

#### Classifica finale
|  | Pos. | Squadra         | Pt | G | V | N | P | GF | GS | DR |
|  | ---- | --------------- | -- | - | - | - | - | -- | -- | -- |
|  | 1.   | Innocenti       | 5  | 4 | 2 | 1 | 1 |    |    |    |
|  | 1.   | Sondrio         | 5  | 4 | 2 | 1 | 1 | 12 | 8  | +4 |
|  | 3.   | Magneti Marelli | 2  | 4 | 0 | 2 | 2 |    |    |    |

Legenda:
      Promosso in Serie C.
Regolamento:
Due punti a vittoria, uno a pareggio, zero a sconfitta.
Pari merito in caso di pari punti.

#### Calendario
| andata (1ª) | andata (1ª)             | Prima giornata    | ritorno (4ª) | ritorno (4ª) |
|             |                         |                   |              |              |
| 25 apr.     | 5-2                     | Sondrio-Innocenti | 2-3          | 16 mag.      |
| 25 apr.     | Riposa: Magneti Marelli |                   |              | 16 mag.      |

| andata (2ª) | andata (2ª)       | Seconda giornata        | ritorno (5ª) | ritorno (5ª) |
|             |                   |                         |              |              |
| 2 mag.      | 1-1               | Magneti Marelli-Sondrio | 2-4          | 23 mag.      |
| 2 mag.      | Riposa: Innocenti |                         |              | 23 mag.      |

| andata (1ª) | andata (1ª)             | Prima giornata    | ritorno (4ª) | ritorno (4ª) |
|             |                         |                   |              |              |
| 25 apr.     | 5-2                     | Sondrio-Innocenti | 2-3          | 16 mag.      |
| 25 apr.     | Riposa: Magneti Marelli |                   |              | 16 mag.      |

| andata (2ª) | andata (2ª)       | Seconda giornata        | ritorno (5ª) | ritorno (5ª) |
|             |                   |                         |              |              |
| 2 mag.      | 1-1               | Magneti Marelli-Sondrio | 2-4          | 23 mag.      |
| 2 mag.      | Riposa: Innocenti |                         |              | 23 mag.      |

| \| andata (3ª) \| andata (3ª) \| Terza giornata \| ritorno (6ª) \| ritorno (6ª) \| \| \| \| \| \| \| \| 9 mag. \| 1-1 \| Innocenti-Magneti Marelli[5] \| ?-? \| 30 mag. \| \| 9 mag. \| Riposa: Sondrio \| \| \| 30 mag. \| |                 |                           |              |              |
| andata (3ª) | andata (3ª)     | Terza giornata            | ritorno (6ª) | ritorno (6ª) |
| |                 |                           |              |              |
| 9 mag. | 1-1             | Innocenti-Magneti Marelli | ?-?          | 30 mag.      |
| 9 mag. | Riposa: Sondrio |                           |              | 30 mag.      |

| andata (3ª) | andata (3ª)     | Terza giornata            | ritorno (6ª) | ritorno (6ª) |
|             |                 |                           |              |              |
| 9 mag.      | 1-1             | Innocenti-Magneti Marelli | ?-?          | 30 mag.      |
| 9 mag.      | Riposa: Sondrio |                           |              | 30 mag.      |

### Girone B

#### Classifica finale
|  | Pos. | Squadra | Pt | G | V | N | P | GF | GS | DR |
|  | ---- | ------- | -- | - | - | - | - | -- | -- | -- |
|  | 1.   | ???     | ?? | 6 |   |   |   |    |    |    |
|  | 2.   | ???     | ?? | 6 |   |   |   |    |    |    |
|  | 3.   | ???     | ?? | 6 |   |   |   |    |    |    |
|  | 4.   | ???     | ?? | 6 |   |   |   |    |    |    |

Legenda:

      Promosso in Serie C.
Regolamento:

Due punti a vittoria, uno a pareggio, zero a sconfitta.
Pari merito in caso di pari punti.

#### Calendario
- 25 aprile 1943: Medese-Milanese 0-1; Castellanza-Finese 1-1.
- 2 maggio 1943: Castellanza-Medese 3-1; Finese-Milanese 4-1.
- 9 maggio 1943: Milanese-Castellanza 4-2 (giocata ad Abbiategrasso); Medese-Finese 1-0.
- 16 maggio 1943: Milanese-Medese?-?; Finese-Castellanza?-?.
- 23 maggio 1943: Medese-Castellanza?-?; Milanese-Finese?-?.
- 30 maggio 1943: Castellanza-Milanese?-?; Finese-Medese?-?.

### Giornali
- Archivio della Gazzetta dello Sport, stagione 1942-1943, consultabile presso le Biblioteche:
  - Biblioteca Nazionale Braidense di Milano;
  - Biblioteca Nazionale Centrale di Firenze;
  - Biblioteca Nazionale Centrale di Roma;
  - Biblioteca Civica Berio di Genova;
  - e presso Emeroteca del C.O.N.I. di Roma (non è online ma è da consultare in sede).
- Il Popolo Valtellinese, settimanale di Sondrio consultabile online.

### Libri
- Pietro Serina, Bergamo in campo 1905-1994: il nostro calcio, i suoi numeri, Zanica (BG), L'Impronta Edizioni, 1995.